# Joan Fortman
Joan Fortman (Leiden, gedoopt 18 mei 1731 - Hoorn, 20 april 1808) was praeceptor en conrector van de Latijnse school in Hoorn en Nederlands taalkundige.

## Leven
Fortman werd geboren in Leiden, waar hij op 18 mei 1731 in de Pieterskerk werd gedoopt. Van de negen kinderen uit het huwelijk tussen Jacob Fortman en Johanna van Loendersloot was hij de jongste.
Na zijn studie aan de universiteit van Leiden, waar hij zich al op 15 maart 1743 had ingeschreven, kreeg hij in april 1754 een aanstelling als praeceptor aan de Latijnse school van Hoorn. In 1776 klom hij op tot conrector; deze promotie was mogelijk omdat zijn voorganger op deze post, M.J. de Crane, tot rector was bevorderd.
Op 12 juli 1771 is Fortman in Hoorn getrouwd met Petronella Eswijler. Hij overleed op 20 april 1808, waar hij werd begraven in de Groote Kerk.

## Genootschappen
Fortman was een van de drijvende krachten achter het in 1759 opgerichte Hoornse letterkundig genootschap Magna Molimur Parvi. De leden van dit gezelschap sloten zich later, net als die van het Utrechtse genootschap Dulces ante omnia Musae, aan bij het Leidse genootschap Minima Crescunt.
Nadat in 1766 was besloten tot oprichting van de Maetschappye der Nederlandsche Letterkunde, werd Fortman in april uitgenodigd om de Maatschappij vorm te geven. Hij aanvaardde deze uitnodiging op 5 mei 1766. Fortman was geen trouw bezoeker van de jaarvergaderingen van de Maatschappij maar hij beoordeelde wel met enige regelmaat ingezonden stukken en schreef geregeld brieven waarin hij zijn betrokkenheid toonde. Ook werd Fortman veelvuldig gevraagd als lid van taalkundige commissies. Zo was hij nauw betrokken bij het plan van de Maatschappij om een Algemeen, Omschryvend, Woordenboek der Nederlandsche Tale te vervaardigen. Hoewel de leden van de Maatschappij veel materiaal voor dit woordenboek hebben bijeengebracht, is het nooit in druk verschenen.
In 1791 werd aan Fortman, Nicolaas Hinlópen en Everard Scheidius gevraagd zitting te nemen in een commissie die werd belast met het opstellen van een Nederlandse spraakkunst. Door het vroegtijdig overlijden van zowel Hinlópen als Scheidius en de onwillige houding van Fortman is dit project niet ten uitvoer gebracht. In 1804 bedankte Fortman voor het lidmaatschap van de Maatschappij.

## Werk
In 1772 verscheen Fortmans belangrijkste taalkundige werk: Dichtlievende mengelingen, verzeld van taal- en dichtkundige aanmerkingen. Dit boek bestaat uit twee delen. Het eerste deel bevat gedichten van de hand van Fortman, waarin hij zich opzettelijk bedient van oude woorden en spreekwijzen die in het hedendaagse taalgebruik weinig of niet bekend zijn. Andere dichters zouden zijn voorbeeld moeten navolgen omdat deze woorden dichters beters in staat stellen hun gevoelens onder woorden te brengen. Bovendien wordt zo de Nederlandse woordenschat gezuiverd van bastaardwoorden. Het tweede deel bestaat uit taal- en dichtkundige aanmerkingen van Fortman waarin hij een toelichting geeft op de (ver)oude(rde) woorden die hij in zijn gedichten heeft gebezigd.

## Lijst van geschriften
- ’’Verhandeling over een ontelbaer nakroost van Duitsche woorden gesproten uit het stamwoord fee’’ Nieuwe Bydragen tot opbouw der Vaderlandsche Letterkunde. Leyden, P. van der Eyk, 1763. I, 353-390.
- ’’Antwoord op de vraag: In hoe verre kan men uit de overblijfsels van het Moesogotthisch en Angelsaxisch, tot opheldering der oudheid van het Nederduitsch, aantoonen, dat de grond onzer tale in de bovenvermelde te vinden is’’ In: Werken van de Maetschappy der Nederlandsche Letterkunde te Leyden. Zevende deel. Leyden, P. van der Eyk en D. Vygh. 1788 1-67
- ’’Dichtlievende mengelingen, verzeld van taal- en dichtkundige aanmerkingen’’. Hoorn, T. Tjallingius, 1772

## Over Fortman
- Bilt, Igor van de, 'Adriaan Kluit (1735-1807) als lexicograaf'. In: Voortgang, jaarboek voor de neerlandistiek 22 (2004), 1-31.
- Bonth, Roland de, 'Hoe nader aan de bron, hoe onberoerder nat. Joan Fortmans Dichtlievende Mengelingen (1772). In: Lo van Driel, Theo Janssen (eds), Ontheven aan de tijd. Linguïstisch-historische studies voor Jan Noordegraaf bij zijn zestigste verjaardag. Amsterdam: Stichting Neerlandistiek VU & Münster: Nodus Publikationen 2008, 105-114.
- Branden, F. Jos. van den, en J.G. Frederiks, biografie Fortman in Biographisch woordenboek der Noord- en Zuidnederlandsche letterkunde (1888-1891)
- Kossmann, F.K.H., Opkomst en voortgang van de Maatschappij der Nederlandsche Letterkunde te Leiden. Geschiedenis van een initiatief. Leiden: E.J. Brill, 1966
- Witsen Geysbeek, P.G., Biographisch anthologisch en critisch woordenboek der Nederduitsche dichters. Tweede deel. CAB-GYZ. Amsterdam: C.L. Schleijer, 1822.
- Zuidema, R. lemma over Fortman in “Nieuw Nederlandsch Biographisch woordenboek” IX, 260-261